# Euryproctus arbustorum
Euryproctus arbustorum là một loài tò vò trong họ Ichneumonidae.